# RIAA-certifiering
I USA tilldelar Recording Industry Association of America certifikat baserade på antalet sålda album och singlar av en viss artist. Certifieringen är inte automatisk; för att bli tilldelad ett certifikat måste skivmärket betala en avgift för att få skivförsäljningen granskad. Granskningen genomförs genom att kolla upp skivans sändningar (oftast används artistens royalties för detta) till diverse återförsäljare och även skivor som gått direkt ut till konsumenterna. Sändningar som kan återlämnas räknas inte in.

## Lista över certifieringar
De normala certifieringarna för album är:
- 500 000 enheter: Guld
- 1 000 000 enheter: Platina
- 2 000 000 enheter: Multi-Platina
- 10 000 000 enheter: Diamant

Om album har mer än en skiva så räknas varje skiva i albumet om dess totala längd är 100 minuter eller mer. Till exempel så räknades varje exemplar av Outkasts Speakerboxxx/The Love Below (speltid 134:56) och Shania Twains Up! (145:44), båda dubbelalbum, två gånger vilket innebär att varje album certifierades som diamant efter endast 5 miljoner sålda album. Men, varje exemplar av Christina Aguileras Back to Basics (speltid 78:55) och Pink Floyds The Wall (81:20) räknas bara en gång trots att det rör sig om dubbelalbum.

## Rekord
| Artist                                | Enheter (miljoner) |
| ------------------------------------- | ------------------ |
| Beatles, The                          | 170                |
| Presley, Elvis                        | 118.5              |
| Brooks, Garth                         | 116                |
| Led Zeppelin                          | 109.5              |
| Eagles                                | 91                 |
| Joel, Billy                           | 79.5               |
| Pink Floyd                            | 73.5               |
| Streisand, Barbra                     | 71                 |
| John, Elton                           | 69.5               |
| AC/DC                                 | 68                 |
| Rolling Stones, The                   | 66                 |
| Strait, George                        | 65.5               |
| Aerosmith                             | 65.5               |
| Madonna                               | 63                 |
| Springsteen, Bruce                    | 62.5               |
| Carey, Mariah                         | 61.5               |
| Jackson, Michael                      | 60.5               |
| Metallica                             | 57                 |
| Van Halen                             | 56.5               |
| Houston, Whitney                      | 54                 |
| U2                                    | 50.5               |
| Rogers, Kenny                         | 50.5               |
| Dion, Celine                          | 49                 |
| Fleetwood Mac                         | 48.5               |
| Kenny G                               | 48                 |
| Diamond, Neil                         | 48                 |
| Twain, Shania                         | 47                 |
| Alabama                               | 46                 |
| Journey                               | 45                 |
| Santana                               | 43                 |
| Clapton, Eric                         | 42                 |
| Jackson, Alan                         | 42                 |
| Bon Jovi                              | 40                 |
| Seger, Bob and the Silver Bullet Band | 40                 |
| Prince                                | 39.5               |
| Guns N' Roses                         | 38.5               |
| Simon & Garfunkel                     | 38.5               |
| Chicago                               | 38                 |
| McEntire, Reba                        | 38                 |
| R. Kelly                              | 37                 |
| Backstreet Boys                       | 37                 |
| Stewart, Rod                          | 37                 |
| Dylan, Bob                            | 37                 |
| Foreigner                             | 36.5               |
| 2 Pac                                 | 36.5               |
| Def Leppard                           | 35                 |
| Nelson, Willie                        | 35                 |
| Bone Thugs-n-Harmony                  | 35                 |
| Collins, Phil                         | 33.5               |
| Queen                                 | 32.5               |
| Denver, John                          | 32.5               |
| Taylor, James                         | 32.5               |
| Doors, The                            | 32                 |
| McGraw, Tim                           | 31                 |
| Spears, Britney                       | 31                 |
| Boston                                | 31                 |
| Matthews, Dave Band                   | 31                 |
| Dixie Chicks                          | 30.5               |
| Ronstadt, Linda                       | 30                 |
| Pearl Jam                             | 30                 |
| Petty, Tom & The Heartbreakers        | 28.5               |
| Osbourne, Ozzy                        | 28.25              |
| Lynyrd Skynyrd                        | 28                 |
| Bolton, Michael                       | 28                 |
| 'N Sync                               | 28                 |
| Mellencamp, John                      | 27.5               |
| Boyz II Men                           | 27                 |
| Mannheim Steamroller                  | 27                 |
| Eminem                                | 27                 |
| Manilow, Barry                        | 27                 |
| Brooks & Dunn                         | 26                 |
| Creedence Clearwater Revival          | 26                 |
| Bee Gees                              | 26                 |
| Enya                                  | 26                 |
| Jackson, Janet                        | 26                 |
| Sinatra, Frank                        | 25.5               |
| Rush                                  | 25                 |
| Nirvana                               | 25                 |
| Hill, Faith                           | 25                 |
| Jay-Z                                 | 25                 |
| ZZ Top                                | 25                 |
| Vandross, Luther                      | 24.5               |
| Carpenters, The                       | 24.5               |
| Miller, Steve Band                    | 24.5               |
| Creed                                 | 24                 |
| Mötley Crüe                           | 23.5               |
| Earth, Wind & Fire                    | 23.5               |
| Cars, The                             | 23.5               |
| Gill, Vince                           | 23.5               |
| Buffett, Jimmy                        | 23                 |
| Police, The                           | 22.5               |
| Sade                                  | 22.5               |
| Hendrix, Jimi                         | 22                 |
| Doobie Brothers                       | 22                 |
| Richie, Lionel                        | 22                 |
| Keith, Toby                           | 22                 |
| Green Day                             | 22                 |
| TLC                                   | 22                 |
| Beastie Boys                          | 22                 |
| Outkast                               | 22                 |
| REO Speedwagon                        | 22                 |

| Artist                         | Guld | Platina | Multi-Platina |
| ------------------------------ | ---- | ------- | ------------- |
| AC/DC                          | 19   | 19      | 11            |
| Aerosmith                      | 25   | 18      | 12            |
| Alabama                        | 22   | 20      | 10            |
| Beach Boys, The                | 20   | 9       | 6             |
| Beatles, The                   | 45   | 39      | 24            |
| Brooks, Garth                  | 15   | 15      | 14            |
| Buffett, Jimmy                 | 17   | 9       | 3             |
| Cash, Johnny                   | 18   | 10      | 5             |
| Chicago                        | 22   | 18      | 8             |
| Clapton, Eric                  | 24   | 12      | 8             |
| Denver, John                   | 20   | 13      | 7             |
| Diamond, Neil                  | 39   | 21      | 11            |
| Doors, The                     | 18   | 14      | 5             |
| Dylan, Bob                     | 36   | 16      | 5             |
| Grateful Dead                  | 19   | 6       | 4             |
| Hendrix, Jimi                  | 17   | 9       | 6             |
| Isley Brothers                 | 15   | 10      | 3             |
| Jackson, Alan                  | 16   | 14      | 8             |
| Jefferson Airplane/Starship    | 20   | 5       | 1             |
| Jethro Tull                    | 15   | 3       | 1             |
| Joel, Billy                    | 18   | 17      | 12            |
| John, Elton                    | 37   | 26      | 12            |
| Kenny G                        | 15   | 11      | 8             |
| Kiss                           | 24   | 10      | 2             |
| Led Zeppelin                   | 18   | 17      | 13            |
| Lynyrd Skynyrd                 | 19   | 13      | 7             |
| Madonna                        | 17   | 17      | 12            |
| Manilow, Barry                 | 23   | 13      | 6             |
| Mannheim Steamroller           | 17   | 7       | 4             |
| Mathis, Johnny                 | 16   | 6       | 2             |
| Mc Entire, Reba                | 24   | 18      | 8             |
| Mellencamp, John               | 15   | 12      | 5             |
| Nelson, Willie                 | 22   | 16      | 7             |
| Petty, Tom & The Heartbreakers | 15   | 8       | 5             |
| Pink Floyd                     | 18   | 15      | 12            |
| Presley, Elvis                 | 81   | 45      | 24            |
| Prince                         | 23   | 16      | 7             |
| Queen                          | 18   | 11      | 6             |
| Rogers, Kenny                  | 30   | 19      | 8             |
| Rolling Stones, The            | 42   | 28      | 11            |
| Ronstadt, Linda                | 17   | 13      | 7             |
| Rush                           | 24   | 14      | 3             |
| Santana                        | 20   | 10      | 7             |
| Sinatra, Frank                 | 33   | 10      | 3             |
| Springsteen, Bruce             | 19   | 16      | 10            |
| Stewart, Rod                   | 26   | 18      | 10            |
| Strait, George                 | 35   | 32      | 13            |
| Streisand, Barbra              | 50   | 30      | 13            |
| Taylor, James                  | 19   | 14      | 5             |
| Temptations, The               | 19   | 6       | 1             |
| U2                             | 15   | 15      | 11            |
| Vandross, Luther               | 18   | 15      | 7             |
| Who, The                       | 18   | 10      | 5             |
| Williams, Hank, Jr.            | 22   | 8       | 1             |
| Young, Neil                    | 18   | 7       | 3             |